# 유람선

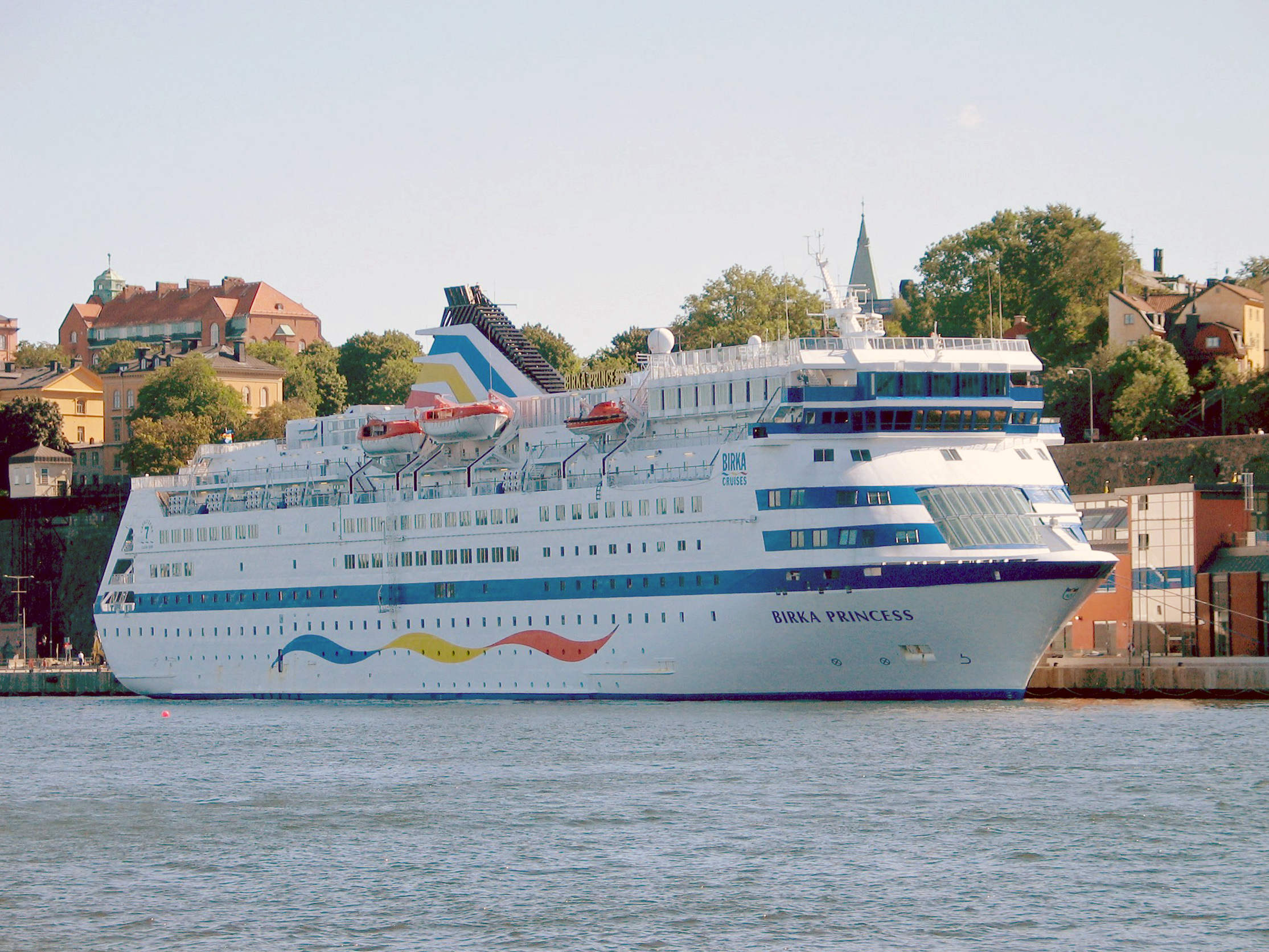
비르카프린세스호

유람선(遊覽船) 또는 크루즈 선(cruise ship)은 항해를 통한 유람을 목적으로 사용되는 여객선으로, 그 항해 자체와 선박 시설 이용도 그 유람의 한 부분이다.
매년 수백만 명에 이르는 여객들의, 항해 유람은 여행 산업의 중요한 부분이 되었다. 이 산업의 급속한 성장은 유럽 고객뿐만 아니라 북아메리카 고객들을 위해, 2001년 이래 매년 9척 이상의 신규 선박을 건조하게 만들었다. 쿠르즈 선 내부에는 세계 각국 나라 풍의 음식점(한식, 중식, 양식, 일식), 뷔페, 커피숍, 카지노, 헬스클럽, 수영장, 워터파크, 스탠드바, 레스토랑, 영화관, 공연장, 도서관, 편의점, 미용실, PC방, 위성 전화, 산책로, 사우나, 실내 어린이놀이방 등, 도시의 웬만한 시설들은 모두 갖추어져 있다. 대개 1,000여 명 정도 승선이 가능하며, 바다 위의 도시, 유원지, 호텔, 위락장이라고 해도 과언이 아니다.
크루즈는 여행의 로망이 아닐 수 없다. 패키지와 개별 여행을 거치고 나면 다음은 크루즈로 간다는 게 여행업계의 오랜 정설이다. 크루즈는 그 자체로 화려한 리조트이며, 고급스러운 음식은 물론 온갖 종류의 위락시설 들이 크루즈 안에 모두 갖춰져 있다.

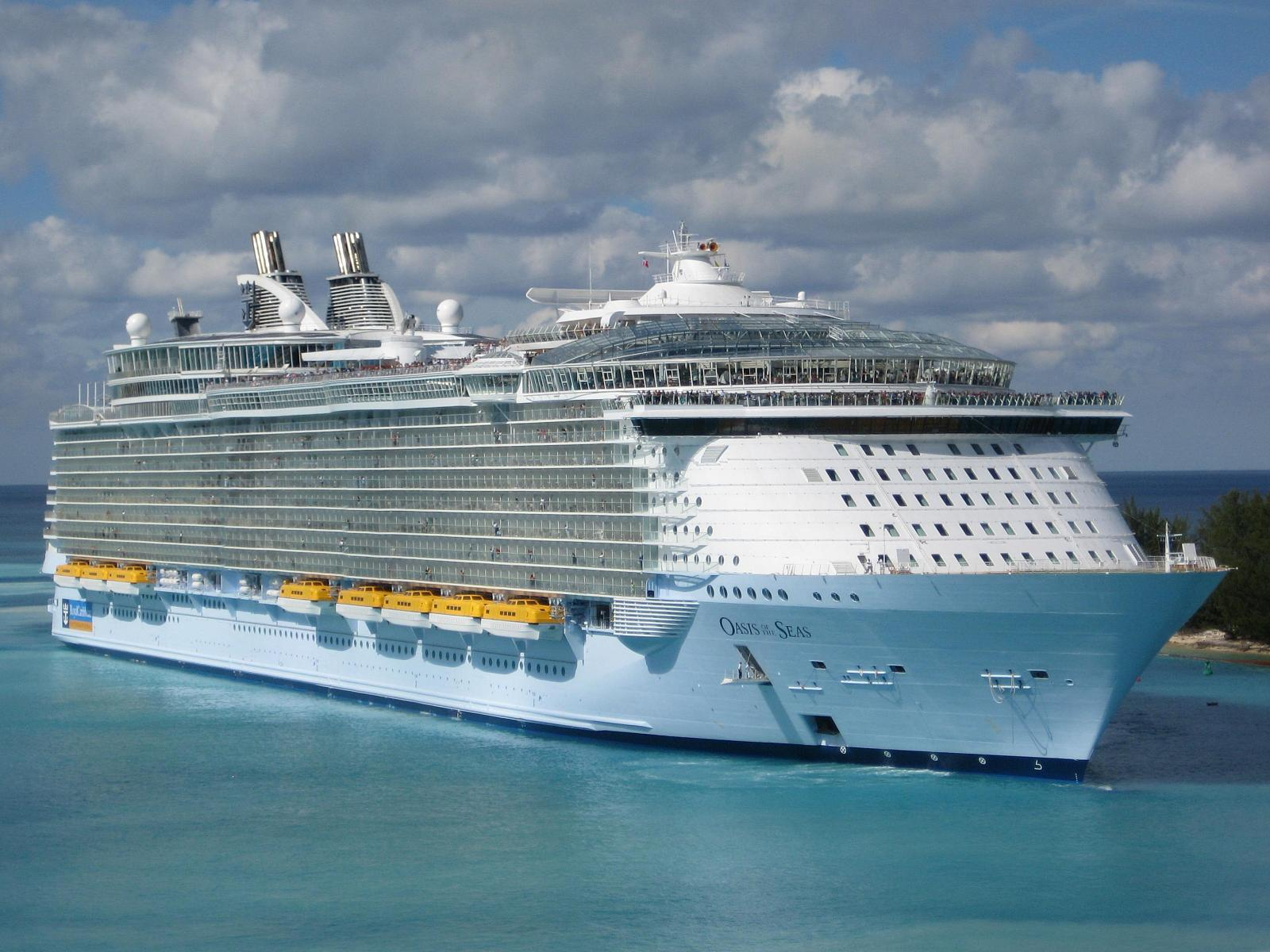
오아시스 오브 더 씨즈.oasis of the seas.

## 크루즈 선사
- 카니바
- 홀랜드 아메리가
- 로얄 캐리비안

## 크루즈 선 건조 업체
- STX 유럽
- 핀칸티에리

## 세계의 크루즈 선
- 오아시스 오브 더 시즈
- 프리덤 오브 더 시즈
- 인디펜던스 오브 더 시즈
- 시 다이아몬드
- 다이아몬드 프린세스